# دیدیه فور-پیره
دیدیه فور-پیره (فرانسوی: Didier Faivre-Pierret‎؛ زادهٔ ۲۰ آوریل ۱۹۶۵) دوچرخه‌سوار اهل فرانسه است.
وی در مسابقات کشوری و بین‌المللی در مجموع برندهٔ ۱ مدال برنز شده‌است.